# Liste der Bodendenkmale in Mittenwalde (Uckermark)
In der Liste der Bodendenkmale in Mittenwalde (Uckermark) sind alle Bodendenkmale der brandenburgischen Gemeinde Mittenwalde und ihrer Ortsteile aufgelistet. Grundlage ist die Veröffentlichung der Landesdenkmalliste mit dem Stand vom 31. Dezember 2020.
Die Baudenkmale sind in der Liste der Baudenkmale in Mittenwalde (Uckermark) aufgeführt.

## Bodendenkmale
| Gemarkung          | Flur | Kurzansprache        | Bodendenkmalnummer | Bemerkung | Bild |
| ------------------ | ---- | -------------------- | ------------------ | --------- | ---- |
| Mittenwalde (Lage) | 3    | Hügelgrab Bronzezeit | 140630             |           |      |